# Iłowa Żagańska

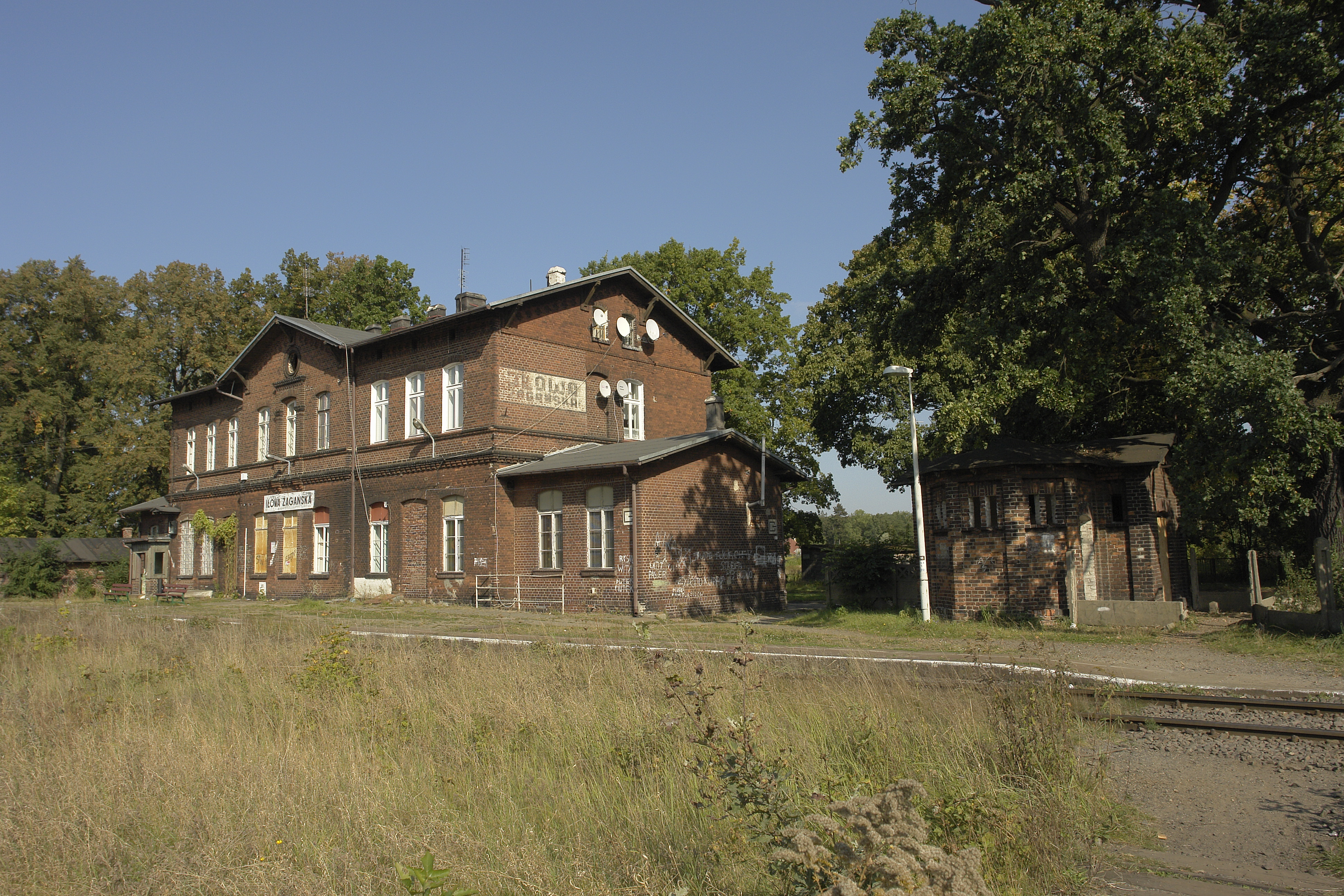
Widok ogólny przystanku kolejowego

Iłowa Żagańska – przystanek osobowy, wcześniej stacja, w Iłowej (województwo lubuskie, Polska).

## Wymiana pasażerska
| Rok  | Wymiana pasażerska na dobę |
| ---- | -------------------------- |
| 2017 | 100-149                    |
| 2023 | 150-199                    |

Stacja została oddana do ruchu 1 września 1846 roku wraz z odcinkiem Kolei Dolnośląsko-Marchijskiej z Bolesławca przez Węgliniec i Żary do Frankfurtu nad Odrą. Z przystanku poprowadzona jest bocznica kolejowa do Vitrosiliconu.